# Моё дело
«Моё дело» — советский телевизионный двухсерийный художественный фильм, производственная драма по пьесе Андрея Вейцлера и Александра Мишарина «День-деньской». Премьера состоялась по Первой программе ЦТ 21 февраля 1976 года.

## Сюжет
Действие происходит в СССР середины 1970-х годов.

Сюжет фильма повествует об одном дне жизни крупного советского предприятия.

Директор машиностроительного завода Друянов срывает поставку котлов для строящейся ГРЭС. Министерство собирается передать руководство заводом новому человеку. Однако, прежде чем Дмитрий Семеняка примет решение о принятии должности у Друянова, он хочет разобраться в том, почему возникли задержки с поставкой котлов.
Семеняка проводит один день в управлении завода и постепенно начинает понимать, что бывший директор — человек старой закалки, опытный и талантливый руководитель, но привык решать вопросы управления заводом при помощи различных уловок и политических ходов. Друянов заранее знал, что без модернизации производства не сможет вовремя поставить котлы, но подписал обязательства в расчёте на финансирование и ресурсы, которые заводу выделят под этот проект…

Концовка фильма не даёт ответа о решении назначенца, но Семеняка заявляет Друянову, что пришло новое время, когда нужно руководствоваться прежде всего открытостью и рациональностью, а не манёврами и ухищрениями.

## В ролях
- Борис Андреев — Игорь Петрович Друянов, директор завода
- Георгий Тараторкин — Дмитрий Остапович Семеняка, работник министерства, заместитель начальника производственного управления
- Александр Кайдановский — Андрей Павлович Березовский, конструктор
- Игорь Владимиров — Николай Николаевич Казачкин, заместитель директора по экспорту
- Валентина Ананьина — Алла Юрьевна, секретарь Друянова
- Инна Макарова — Зоя Демьяновна
- Иван Рыжов — Александр Гаврилович Сиволобов, заводской мастер, уходящий на пенсию
- Михаил Погоржельский — Георгий Янович Бутурлакин, главный инженер завода
- Анатолий Грачёв — Григорий Тарасович Гринько, секретарь парткома завода
- Виктор Шульгин — Алексей Яковлевич Темерин, инженер
- Людмила Шагалова

## Съёмочная группа
- Автор сценария: Александр Мишарин
- Режиссёр: Леонид Марягин
- Оператор: Владимир Чухнов
- Художник: Василий Щербак
- Композитор: Ян Френкель
- Заместитель директора картины: Сергей Каграманов

## Интересные факты
- Прототипом главного героя фильма Друянова являлся легендарный директор таганрогского завода «Красный котельщик» Геннадий Иванович Чернов[1].